# Saint-Rémy-du-Plain
Saint-Rémy-du-Plain (Bretonisch: Sant-Revig-ar-Plaen) ist eine französische Gemeinde mit 808 Einwohnern (Stand: 1. Januar 2022) im Département Ille-et-Vilaine in der Region Bretagne; sie gehört zum Arrondissement Fougères-Vitré und zum Kanton Val-Couesnon. Die Einwohner werden Rémois und Rémoises genannt.

## Geographie
Saint-Rémy-du-Plain liegt etwa 29 Kilometer nordnordöstlich von Rennes. Umgeben wird Saint-Rémy-du-Plain von den Nachbargemeinden Bazouges-la-Pérouse im Norden, Rimou im Osten, Sens-de-Bretagne im Süden und Südosten sowie Marcillé-Raoul im Westen.

## Bevölkerungsentwicklung
| Jahr                      | 1962 | 1968 | 1975 | 1982 | 1990 | 1999 | 2006 | 2013 | 2020 |
| Einwohner                 | 590  | 561  | 561  | 548  | 590  | 580  | 698  | 847  | 815  |
| Quelle: Cassini und INSEE |      |      |      |      |      |      |      |      |      |

## Sehenswürdigkeiten
- Kirche Saint-Rémy, 1878 bis 1884 erbaut
- Schloss La Haye d'Irée, heutiges Gebäude aus dem 18. Jahrhundert

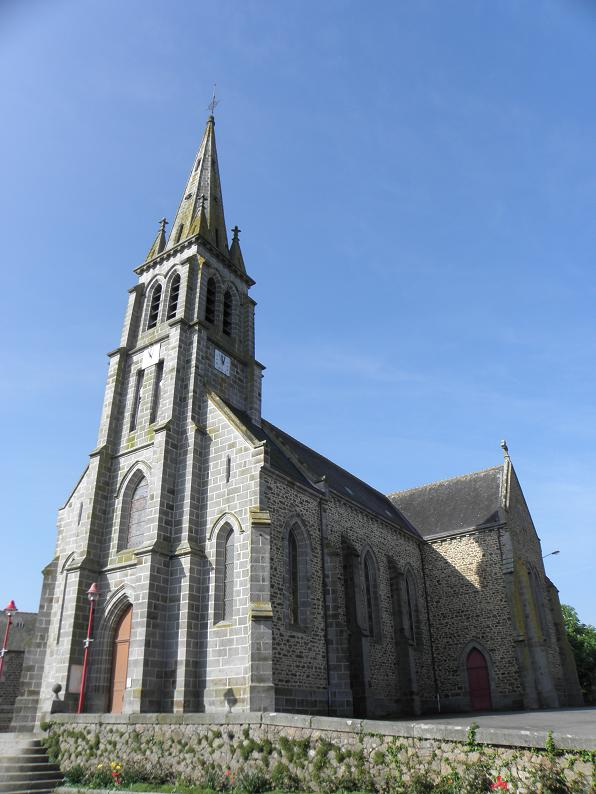
Kirche Saint-Rémy